# G.I. Combat
G.I. Combat: Episode 1 - Battle of Normandy est un jeu vidéo de type wargame développé par Freedom Games et édité par Strategy First, sorti en 2003 sur Windows.

## Accueil
- GameSpot : 3/10[1]
- Jeuxvideo.com : 7/20[2]
- Gamekult : 5/10[3]
- PC Gamer UK : 40 %[4]
- PC Gamer US : 59 %[5]